# Vilhelm Vett
Vilhelm Vett (* 31. Dezember 1879 in Kopenhagen; † 3. Dezember 1962 in Palma, Spanien) war ein dänischer Segler.

Segelriss einer 6mR-Yacht nach der Second Rule von 1919

## Erfolge
Vilhelm Vett, der für den Kongelig Dansk Yachtklub segelte, nahm zweimal an Olympischen Spielen in der 6-Meter-Klasse teil. Bei den Olympischen Spielen 1924 in Paris war er Skipper der Bonzo, die die in Le Havre stattfindende Regatta auf dem zweiten Rang hinter dem von Anders Lundgren angeführten norwegischen Boot Elisabeth V und vor der Willem-Six aus den Niederlanden mit Skipper Joop Carp abschloss, womit Vett und seine Crewmitglieder Christian Nielsen und Knud Degn die Silbermedaille gewannen. Vier Jahre darauf sicherte sich Vett in Amsterdam eine weitere Silbermedaille, als er mit der Hi-Hi den zweiten Platz hinter der Norna aus Norwegen von Johan Anker und vor der Tutti V aus Estland von Nikolai Vekšin belegte. Zur Crew der Hi-Hi gehörten außerdem Aage Høy-Petersen, Sven Linck, Niels Møller und Peter Schlütter.